# أسامي كيمورا
أسامي كيمورا (باليابانية: あさみ؛ بالكانا: あさみ) هي مغنية يابانية، ولدت في 17 يوليو 1984 في توماكوماي في اليابان.

## وصلات خارجية
- أسامي كيمورا على موقع IMDb (الإنجليزية)
- أسامي كيمورا على موقع ميوزك برينز (الإنجليزية)
- أسامي كيمورا على موقع ديسكوغز (الإنجليزية)
- أسامي كيمورا على موقع قاعدة بيانات الفيلم (الإنجليزية)